# Eudorylas montium
Eudorylas montium är en tvåvingeart som först beskrevs av Becker 1898.  Eudorylas montium ingår i släktet Eudorylas och familjen ögonflugor. Arten är reproducerande i Sverige. Inga underarter finns listade i Catalogue of Life.